# 金演建
金演建（諺語：김연건，1981年3月12日—，香港譯名金永健），南韓足球員運動員，司職前鋒或右中場，2008-09年曾效力香港甲組足球聯賽球隊南華。現時效力高陽國民銀行。

## 簡歷
金演建效力全北現代期間，2004年曾經在亞冠盃一場賽事連中三元，並協助球隊晉身四強，可惜最終以總比數3：4遭該屆冠軍沙特阿拉伯勁旅伊蒂哈德淘汰出局，無緣晉身決賽。其後改投浦項製鐵，2006年再轉投城南一和。
由於2008年的城南一和陣中，擁有崔成國、李東國、金東炫、韓東源等國腳級前鋒，三名巴西及一名玻利維亞外援，金演建無法爭得正選席位，季內只曾四次正選上陣。
金演建遂在南韓籍領隊金判坤推薦下，2008年12月29日來港加盟南華，於2009年1月11日在旺角球場對公民的甲組聯賽首次為南華上陣。
他在香港的代表作是，2009年1月29日在香港大球場上演的賀歲盃足球賽決賽，代表南華飛馬隊正選上陣，上半場44分鐘接應伊達橫傳，抽射左下角入網，為球隊領先2－0，最終南華飛馬隊以2－1擊敗捷克勁旅布拉格斯巴達，奪得冠軍。
由於整體表現未符理想，其後被南華棄用，返回南韓加盟韓職聯球隊仁川聯。2010年轉投高陽國民銀行。

## 外部連結
- 南華足球隊官方網頁資料 （页面存档备份，存于）
- K 聯賽官方網頁資料